# Milou Dekker
Milou Dekker (Tubbergen, 25 juni 1991 – aldaar, 8 mei 2025) was een Nederlands basketballer.

## Carrière
Dekker basketbalde haar hele sportleven bij Jolly Jumpers uit haar geboorteplaats Tubbergen. Daar ontwikkelde ze zich tot een allround-basketbalster en werd zodoende spelverdeelster bij genoemd team. Ze zou ongeveer zestien jaar bij die club actief zijn en wordt gezien als een van de beste speelsters uit Twente ooit. Haar sportloopbaan werd gedwarsboomd door slechte knieën, waardoor ze vroegtijdig (op 23-jarige leeftijd) moest stoppen. Alhoewel ze in 2007 en 2010 nog deel uitmaakte van het nationaal jeugdteam, kon ze mede daardoor niet doorgroeien tot het Nederlands damesteam.
Na die loopbaan trad ze tot het kappersvak. Ze knipte in Amsterdam en omgeving.

## Overlijden
Dekker overleed plotseling op 33-jarige leeftijd op bezoek bij haar ouders.